# تمرد فيابوري
تمرد فيابوري (بالفنلندية Viaporin kapina) تمرد اندلع في 30 يونيو 1906 بحصن سوومنلينا البحري (سفيابورغ بالسويدية والروسية) كجزء من الثورة الروسية 1905 -1907.
بدأ التمرد بانتفاض الجنود روس في سوومنلينا على سوء معاملة الجنود وضد الضباط. كان التمرد أيضاً احتجاجاً على خسارة الحرب الروسية-اليابانية. اعتقد المتمردون أنه بالتمرد سيحصلون على دعم من تمردات أخرى، إلا أن ذلك لم يحصل وانتهى التمرد في غضون 60 ساعة.

## بداية التمرد
كان الهجوم على كرونشتادت أولى أهداف المتمردين، ومن هناك الهجوم على سانت بطرسبرغ وإسقاط القيصر. في اليوم التالي، من المتمردين الأسرى كاتايانوكا في هلسنكي. أعلن يوهان كوك زعيم الحرس الأحمر الفنلندي الإضراب العام وهو ما دعم المتمردين. هاجمت سفن أسطول البلطيق الروسية قلعة سوومنلينا في الأول من أغسطس.
في اليوم التالي، سلم المتمردون أنفسهم دون تحفظ. كان من بينهم 100 عنصر من الحرس الأحمر الفنلندي. خلال تمرد نشبت مصادمات دامية في هاكانييمي بين البحارة الروس والحركة البيضاء الفنلندية. فقتل عشرات الأشخاص.
من بين السجناء الروس عناصر من الحرس الأحمر. تمت مساعدة يوهان كوك قائد الحرس الأحمر على الفرار من البلاد مع ناشطين آخرين إلى السويد، ومن هناك إلى إنكلترا وبعد ذلك انتقل إلى الولايات المتحدة.